# Dylan Stadelmann
Dylan Stadelmann (sinh ngày 30 tháng 1 năm 1989) là một cầu thủ bóng đá người Thụy Sĩ hiện tại thi đấu cho FC Wohlen.
Dylan sinh ra ở Delémont, Thụy Sĩ, vào ngày 30 tháng 1 năm 1989. Anh lớn lên cùng các anh trai và bố mẹ ở Moutier và thi đấu với Jura Team đến lúc 13 tuổi. Tại thời điểm này, anh gia nhập trung tâm huấn luyện Lausanne-Sport. Anh thi đấu ở đây và gia nhập đội một (hiện tại ở in Super League, 1st division) lúc 18 tuổi. Anh thi đấu cho Europa League 2010-11 và chung kết cóp bóng đá Tây Đức trong trận chung kết Cúp bóng đá Thụy Điển FC Basel năm 2010. Anh còn đang thi đấu với FC Malley, FC Stade-Nyonnais và Wohlen từ tháng 6 năm 2013 đến tháng 12 năm 2015 trước khi gia nhập FC Wil vào tháng 1 năm 2016.